# Taylor Swift (álbum)
Taylor Swift é o álbum de estreia homônimo da cantora e compositora estadunidense Taylor Swift, lançado através da Big Machine Records em 24 de outubro de 2006. O álbum conta com a produção de Nathan Chapman e Robert Ellis Orrall, e traz composições assinadas pela própria Swift em parceria com Liz Rose e os também produtores Orrall e Angelo Petraglia. As canções possuem como temática lírica relacionamentos vivenciados por Swift e por pessoas próximas a ela, e foram escritas pela cantora a partir de seus 12 anos de idade. O álbum foi produzido e gravado no ano de 2006, enquanto Swift cursava o primeiro ano do ensino médio.
Cinco singles foram liberados para promover Taylor Swift. O primeiro deles foi "Tim McGraw", lançado no dia 19 de junho de 2006. "Tim McGraw" foi bem recebido pela crítica especializada e atingiu a 40ª posição da Billboard Hot 100 e a 6ª da Billboard Country Songs, vindo a receber um disco de platina da Recording Industry Association of America (RIAA) por vendas superiores a 1 milhão de unidades nos Estados Unidos. O segundo single liberado foi "Teardrops on My Guitar", lançado no dia 24 de fevereiro de 2007. A faixa atingiu a 13ª colocação da Billboard Hot 100 e a 2ª da Billboard Country Songs, e tornou-se a 1ª canção de Swift a aparecer em uma parada musical internacional, no caso na Canadian Hot 100 (parada do Canadá) e na UK Singles Chart (parada do Reino Unido), na 45ª e 51ª posições, respectivamente. "Our Song" foi liberada como terceiro single do álbum no dia 22 de agosto do mesmo ano, e tornou-se a 1ª canção de Swift a chegar ao topo da Billboard Country Songs, e tornando-se a faixa de maior sucesso de Swift até então, com vendas superiores a 3 milhões de cópias em território americano, certificadas pela RIAA com um disco de platina tripla. "Picture to Burn" e "Should've Said No" foram lançadas como o quarto e quinto singles respectivamente nos dias 29 de janeiro e 19 de maio de 2008 e atingiram a 28ª e a 33ª colocações da Billboard Hot 100.
Após seu lançamento, Taylor Swift foi recebido com críticas geralmente positivas por parte da crítica musical, que definiu Swift como uma das artistas mais promissoras da música country na época. A receptividade por parte do público também foi positiva, uma vez que o disco estreou na 19ª posição da Billboard 200 com vendas de 40 mil unidades nos Estados Unidos, atingindo mais tarde a 5ª colocação da parada e acumulando um total de vendas estimado em mais de 5 milhões de cópias no país, suficientes para que o álbum recebesse um disco de platina quíntupla da RIAA. O disco também fez aparições nas paradas musicais do Canadá, Austrália e Reino Unido, e recebeu discos de platina e prata nos três países. As vendas estimadas de Taylor Swift em nível mundial são de cerca de 6 milhões de unidades comercializadas.
O álbum foi promovido através de performances nas turnês de artistas country como George Strait, Brad Paisley, Tim McGraw e Faith Hill, além de ter feito performances de várias faixas do disco durante sua primeira turnê mundial, Fearless Tour (2009–10). Outras diversas apresentações foram feitas pela artistas em programas de televisão como Good Morning America e America's Got Talent, além de participações na programação de estações de rádio. Durante a Fearless Tour, Swift performou os maiores sucessos do álbum, como "Our Song", "Teardrops on My Guitar" e "Should've Said No". Ela também realizou performances de outras canções do disco, como "Tim McGraw" e "Picture to Burn".

## Antecedentes

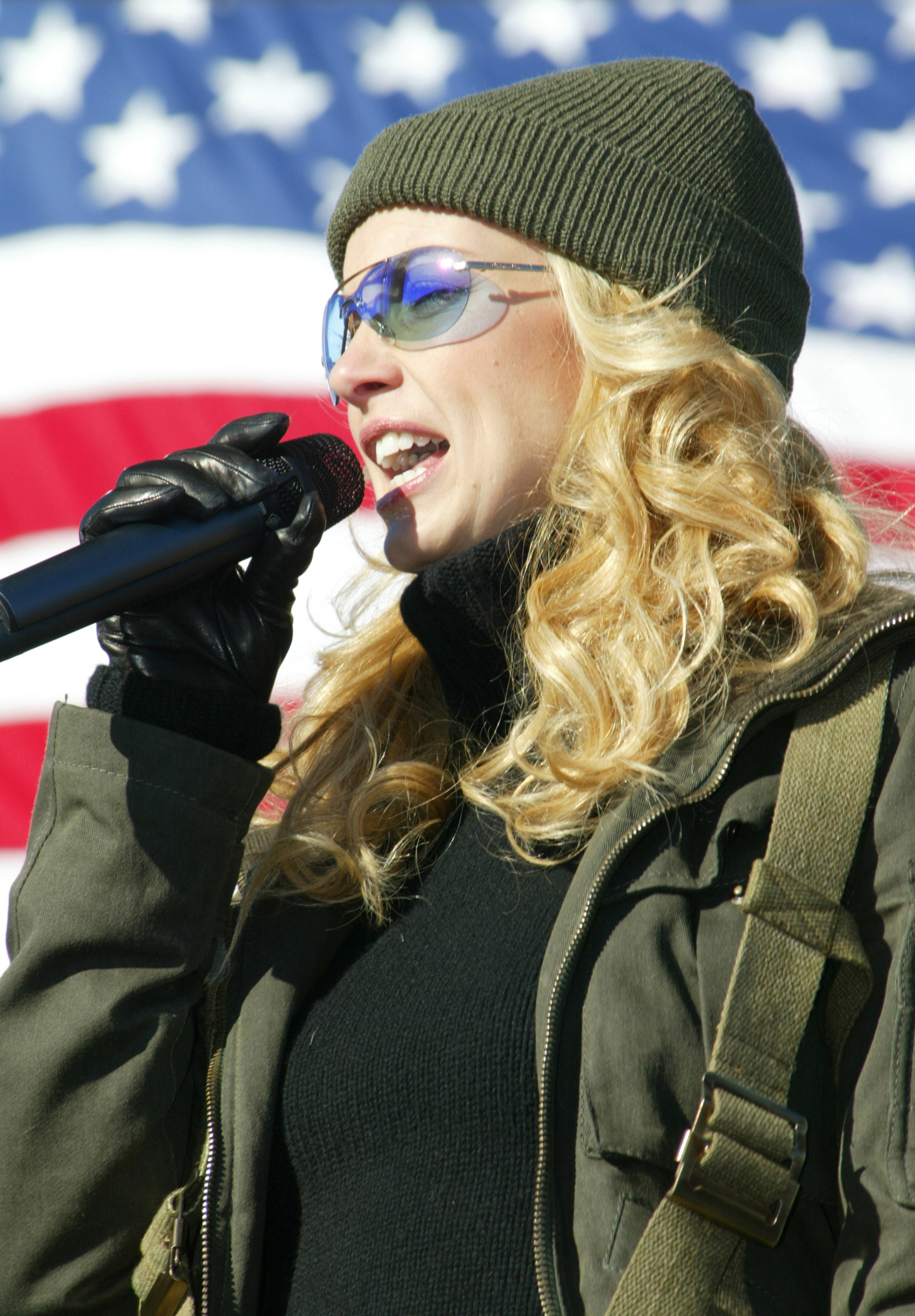
Faith Hill (foto) foi citada por Swift como sendo uma de suas maiores inspirações no início da carreira como cantora.

O interesse de Swift pela música e as artes cênicas manifestou-se inicialmente aos nove anos de idade, quando a cantora voltou sua atenção para espetáculos musicais de teatro e fez participações em algumas produções da Berks Youth Theatre Academy, como Grease, Annie, Bye Bye Birdie e The Sound of Music. Graças a isso, Swift passou a viajar regularmente para Nova York tendo em vista aulas de canto e atuação que eram feitas na Broadway. No entanto, "após alguns anos de audições em Nova York sem chegar a lugar algum", ela passou a se interessar pela música country. Suas primeiras performances aconteceram em festivais locais, feiras, cafeterias, concursos de karaokê, hospitais, entre outros locais.
Aos onze anos de idade e após várias tentativas, Swift venceu um show de talentos local após apresentar um cover da canção "Big Deal", interpretada originalmente por LeAnn Rimes. A vitória proporcionou a cantora a oportunidade de apresentar-se como o ato de abertura de um show realizado por Charlie Daniels no anfiteatro de Strausstown, na Pensilvânia, sendo essa sua primeira atuação profissional na música. Após assistir a um episódio do programa de televisão Behind the Music sobre a cantora country Faith Hill, Swift teve certeza de que deveria ir até Nashville, Tennessee para tentar uma carreira musical. Logo depois, ela e sua mãe fizeram uma viagem à cidade durante a semana de primavera para deixar fitas demo de cover's de cantoras como Dolly Parton e bandas como Dixie Chicks em gravadoras dispostas ao longo da Music Row. No início, Swift obteve diversas rejeições por parte das gravadoras locais, que não se interessaram em assinar contrato com uma cantora tão jovem. Sobre as rejeições, Swift declarou:
"Eu consigo entender. Eles ficaram com medo de lançar no mercado uma garota de apenas 13 anos. Depois, ficaram com medo de lançar no mercado uma garota de apenas 14 anos, e logo em seguida, ficaram com medo de lançar no mercado uma garota de apenas 15 anos. E por fim, ficaram apreensivos com a ideia de lançar no mercado uma garota de apenas 16 anos. E tenho certeza de que se eu não tivesse assinado com Scott Borchetta (CEO da Big Machine Records), todo mundo ainda estaria com medo de lançar no mercado uma garota de apenas 17 anos."
Antes de assinar o contrato com Borchetta e a Big Machine Records, Swift passou cerca de dois anos performando em diversos eventos e compondo suas primeiras canções, até que em 2003 ela e sua família conheceram Dan Dymtrow, que colaborou para que a cantora conseguisse participar de uma campanha publicitária na qual uma de suas canções foi inserida em uma compilação musical da linha de cosméticos da empresa Maybelline, e ajudou-a em negociações com algumas gravadoras. Algum tempo depois, Swift performou canções de sua própria autoria durante um showcase feito para a RCA Records, o que lhe garantiu a assinatura de um contrato com a gravadora. A partir de então, a cantora participou de sessões de composição nas quais trabalhou com diversos compositores experientes que trabalhavam na Music Row, porém, teve um maior contato e colaboração com a compositora Liz Rose, com quem escreveu diversas canções para Sony/ATV que posteriormente entraram no álbum. O contrato com a Big Machine Records veio em 2006, quando Scott Borchetta conheceu Swift durante uma de suas apresentações no Bluebird Café.

## Composição

### Estilo musical e letras
Swift começou a trabalhar em seu álbum de estreia em 2006, mesmo ano em que assinou contrato com a Big Machine Records. Ela descreveu Taylor Swift como "[O] diário do início da [sua] adolescência", e revelou que havia escrito todas as músicas do álbum "em tempo real", ou seja, enquanto vivenciava todas as experiências descritas nas letras. Como resultado, as músicas do disco descrevem experiências que geralmente são vivenciadas durante a adolescência, como a primeira paixão, a insegurança e a angústia adolescentes. A maioria das canções do álbum foram escritas enquanto a cantora cursava o primeiro ano do ensino médio na escola, como é o caso de "Tim McGraw", faixa que abre o disco. Sobre as inspirações para as letras, a cantora declarou:
"Você ouve o meu álbum e pensa que eu tive 500 namorados. Mas não é bem assim. Eu descobri que você não tem que namorar com uma pessoa para compor canções sobre ela [...] Eu estava passando por um momento muito difícil na escola e estava enfrentando uma série de rejeições dos meus namorados. Acho que estive sozinha em boa parte do tempo, meio que do lado de fora, assistindo as discussões e ouvindo as coisas que eles diziam um ao outro. Eles de fato não falavam comigo. No processo que enfrentei para chegar a essa conclusão, comecei a desenvolver, nesse sentido, um aguçado senso de observação - de observar as pessoas e ver o que elas estavam fazendo. A partir daí, eu me tornei capaz de compor canções sobre relacionamentos mesmo tendo tendo apenas treze anos, e não tendo vivenciado eles."
"Tim McGraw", a primeira faixa da obra, possui 3 minutos e 52 segundos de duração e é derivada da música country. Ela foi escrita por Swift e Liz Rose, e fala sobre o relacionamento da artista com um jovem chamado Brandon Borello, com quem ela estudou e namorou durante o 1º ano do ensino médio. A inspiração para a composição veio quando ela se deu conta de que ao termino do ano letivo Borello, que já cursava o 3º ano, iria para a faculdade e os dois acabariam terminando o relacionamento. Por isso, ela decidiu listar coisas que poderiam fazer com que Borello continuasse com ela em suas lembranças, e entre uma dessas coisas está a canção "Can't Tell Me Nothin", do cantor Tim McGraw - e daí veio a inspiração para o título da faixa.
Por outro lado, "Picture to Burn" descreve uma menina furiosa após o término de um relacionamento. Swift disse que a música é, ao mesmo tempo, sobre "ser simplesmente má" e "completamente, brutalmente honesta"; ela deu a música uma pitada de comédia. Durante o trabalho depois da escola, Swift "simplesmente [se] encontrou sentada com o [seu] violão fazendo 'I hate his stupid truck that he doesn't let me drive. He's such a redneck! Oh my God!'", um trecho da canção que se desenvolve no refrão. A faixa up-tempo é pesada pelos seus banjos e baterias, enquanto o refrão é marcado por guitarras distorcidas e grandes vocais.
A cantora compôs a canção autobiográfica "The Outside" durante o final de seus doze anos, idade na qual ela começou a compor suas próprias canções. Como muitas das outras canções que ela escreveu no início, a canção descreve a infelicidade e a solidão que Swift sentiu quando seu amor pela música country alienou-a de seus pares. Ela compôs "Tied Together with a Smile" no dia em que ela descobriu que uma de suas melhores amigas era bulímica, um fato que a chocou. Ela relembrou: "Como pode, alguém que parece ser tão forte ter uma horrível, horrível fraqueza? Algo que irá matá-la". A letra dessa canção descreve uma bela garota tentando esconder sua turbulência interna, e lamenta dizendo que "Você [a garota] está amarrada junto com um sorriso/Mas você está se desfazendo". Swift comentou: "Eu sempre achei que um dos maiores problemas negligenciados que as meninas americanas enfrentam é a insegurança". De acordo com ela, "Should've Said No" foi escrita após "algo muito, muito dramático e louco acontecer [com ela] e [ela] sentir a necessidade de enfrentar isso através da música". A canção foi uma adição de última hora ao álbum: Swift havia começado a compor a canção dois dias antes do programado para a realização da masterização do disco e da impressão das capas; então, ela chamou seu produtor e completou a canção durante a noite.
"Mary's Song (Oh My My My)" foi realmente inspirada no casamento de seus vizinhos, sendo esta inspiração o oposto do que os tablóides haviam afirmado. Ela compôs "Our Song" para o show de talentos realizado durante seu primeiro ano do ensino médio já com a intenção de incluí-la no álbum. Ela alegou que "só sabia que havia algo" na canção e optou por incluí-ls em Taylor Swift. "Eu escrevi sobre esse cara que eu estava namorando, e como nós não tínhamos uma canção. Então, fui em frente e escrevi uma para nós". A canção é uma narrativa e descreve um jovem casal que usa os eventos ocorridos em suas vidas no lugar de uma música regular. A canção de banjo crivado foi colocada no final do álbum, devido o fechamento ocasionado por sua letra, que se torna um pedido para "ouví-lo [o álbum] novamente". "Invisible" é uma balada que descreve a solidão e a mágoa causadas no coração após [ela] passar despercebida. Sean Dooley, do "About.com", escreveu que "a canção guiada por um piano [...] capta perfeitamente a angústia adolescente estranha que todos nós tivemos - ou teremos - que suportar, em um momento ou outro".

## Gravação

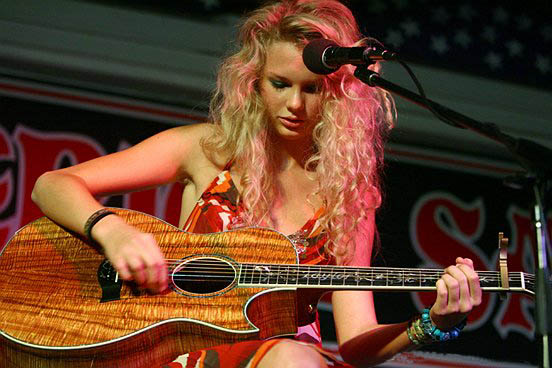
Swift performando "Teardrops on My Guitar". A canção se tornou a mais bem posicionada canção de Taylor na Billboard Hot 100.

Durante a gravação de seu álbum demo, Swift trabalhou com o produtor de demo's Nathan Chapman, que ela conheceu em um pequeno galpão atrás de uma editora na qual ela estava. Ela disse: "Eu sempre ia lá e tocava pra ele algumas músicas novas, e na semana seguinte ele tinha essa incrível faixa, na qual ele tocava todos os instrumentos, e isso soava como uma canção. Fizemos isso por um período de um a dois anos antes que eu assinasse o meu contrato com a gravadora".
Para gravar Taylor Swift, ela teve que escolher com qual produtor musical ela iria trabalhar: "Então, de repente, foi tipo, 'OK, vamos usar esse produtor' ou 'Vamos usar esse produtor'". Depois de experimentar trabalhar com diferentes produtores, todos provenientes de Nashville, Swift escolheu trabalhar com Chapman por causa do som único que ele pôs em suas canções. A Big Machine Records estava cética sobre a contratação de Chapman porque ele nunca tinha produzido um álbum de estúdio antes de Taylor Swift, apenas demos. Swift descreveu as músicas que ele produziu como "hits da química certa" e, portanto, a Big Machine Records aceitou Chapman produzindo algumas das canções do álbum. No final, Chapman acabou produzindo 10 das 11 faixas do álbum. As gravações foram feitas durante um período de quatro meses no ano de 2006.

## Embalagem e lançamento
Taylor Swift foi lançado no dia 24 de outubro de 2006 com onze faixas. Swift esteve bastante envolvida na criação da embalagem do álbum, já que ela mesma desenhou rabiscos de gráficos. Ela também escreveu com sua própria letra palavras específicas nas letras de cada canção, tudo para mostrar mensagens ocultas, algo que ela também fez em seus seguintes álbuns. Depois, foi lançada uma edição limitada No dia 6 de novembro de 2007, foi lançada a versão Taylor Swift Deluxe Edition, que foi vendida por tempo limitado. A nova versão contém três faixas inéditas: "I'm Only Me When I'm with You", "Invisible" e "A Perfectly Good Heart". Contém também as versões para rádio das faixas "Teardrops on My Guitar" e "Our Song". Além disso, inclui a primeira conversa por telefone entre Swift e Tim McGraw. A deluxe edition também inclui um DVD bônus todos os vídeos da primeira performance de Swift, uma performance de "Picture to Burn"e outros demais materiais. Um edição exclusiva com uma faixa bônus foi lançada pela Target Store em 2007. Essa edição inclui três performances de Swift durante a turnê de Tim McGraw e Faith Hill realizada em 2007. Uma nova e última edição foi lançada no dia 18 de março de 2008, intitulada apenas de Taylor Swift. Essa edição inclui três faixas bônus da deluxe edition e também uma pop version de "Teardrops on My Guitar". A versão karaokê foi lançada no dia 27 de janeiro de 2009 contendo as primeiras quatorze faixas do álbum em um CD+G e com um DVD bônus.

## Singles
"Tim McGraw" foi lançada como o primeiro single do álbum e da carreira de Swift em 19 de junho de 2006. A crítica lhe recebeu de forma positiva após o lançamento, destacando a habilidade vocal de sua intérprete. Em termos comerciais, obteve resultados regulares. Apesar de ter sido lançada no mês de junho, só entrou nas tabelas musicais dos Estados Unidos em setembro, quando estreou na Billboard Hot 100 ocupando a posição de número 86. A posição de pico só foi registrada em janeiro do ano seguinte, quando o tema atingiu o 40º posto do Hot 100 estadunidense. A faixa obteve ainda um bom resultado na parada de singles country, a Hot Country Songs, onde chegou a 6ª colocação. Devido ao acumulado de 1 milhão de unidades comercializadas, foi premiada com um disco de platina pela Recording Industry Association of America (RIAA). Vendeu aproximadamente 1,4 milhões de cópias em território norte-americano.
"Our Song" foi lançada como terceiro single do álbum. A canção foi criticamente favorecida, sendo descrito como "jóia". "Our Song" atingiu a posição #16 na Billboard Hot 100 e recebeu um disco duplo de platina da RIAA pelas vendas acima de 2 milhões de cópias nos Estados Unidos; ela também foi o primeiro single de Swift a atingir o topo da Hot Country Songs. A canção atingiu a posição #30 no Canadian Hot 100, tornando-se o single mais bem-sucedido do álbum no Canadá. "Picture to Burn" foi lançada como quarto single de Taylor Swift. Ela foi apreciada pelos críticos contemporâneos devido a letra refletir feminismo. Esse single se tornou o quarto consecutivo single de Swift a entrar no Top 10 da Hot Country Songs, dos Estados Unidos e recebeu certificado de platina da RIAA. "Should've Said No" foi lançada como quinto e último single do álbum. Ele se tornou o single single número-um de Swift na Hot Country Songs e recebeu certificado de platina da RIAA. A canção também conseguiu atingir a maior aparição de Swift nos charts internacionais até então, debutando na posição #18 do New Zealand Singles Chart.

### Outras canções
"I'm Only Me When I'm with You" foi lançada em uma edição especial de Taylor Swift que incluía 3 faixas inéditas. Ela chegou a atingir a posição #115 nos charts americanos e foi certificada com disco de ouro nos Estados Unidos. A canção também ganhou um videoclipe, lançado apenas promocionalmente.
"Invisible" também foi lançada na edição especial de Taylor Swift que incluía 3 faixas inéditas. Atingiu a posição #103 nos charts dos Estados Unidos.

## Promoção

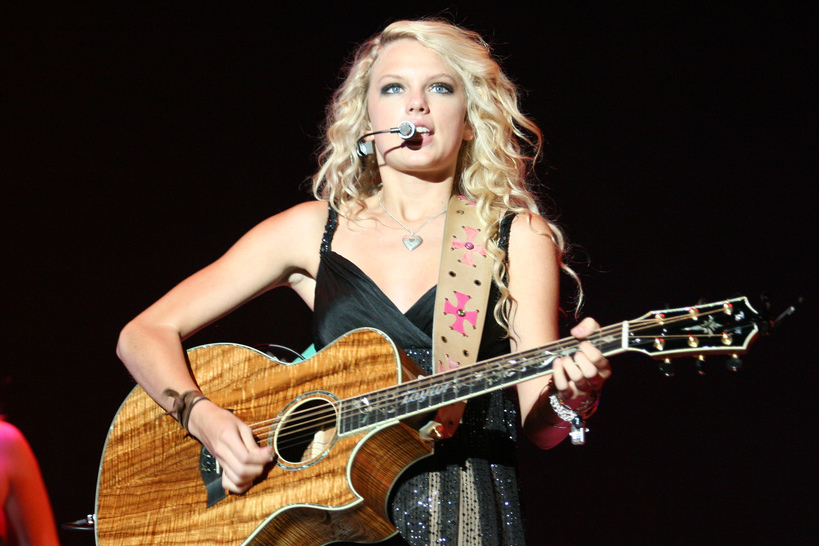
Swift performando "Our Song" enquanto abria a turnê Me and My Gang Tour, do grupo country Rascal Flatts. Essa canção foi lançada como 3º single do álbum e foi a 1ª de Swift a chegar no topo da Hot Country Songs.

A primeira performance de Swift na TV foi da canção "Tim McGraw", realizada no dia 24 de outubro de 2006 no programa Good Morning America. Outras canções também foram performadas em programas de TV, premiações musicais e festivais, como o "The Megan Mullally Show", o "New Faces Show", America's Got Talent, TRL, o "CMT Music Awards" de 2008 e o "Academy of Country Music". Swift passou boa parte de 2006 promovendo "Tim McGraw" e Taylor Swift em uma turnê nas rádios. No que diz respeito a turnê nas rádios, Swift comentou: "Tours de rádio, para a maioria dos artistas, duram seis semanas. A minha durou seis meses. Isso foi porque eu quis. Eu queria conhecer cada uma das pessoas que estava me ajudando."
Swift também promoveu o álbum através da realização de atos de abertura para as turnês de diversos artistas country. Ela abriu a "Me and My Gang Tour", dos Rascal Flatts, em diversas datas, entre os dias 19 de outubro e 3 de novembro de 2006, e performou cinco faixas do álbum. Ela também abriu da turnê de George Strait pelos Estados Unidos em 2007 por vinte datas e por algumas datas da "Bonfires & Amplifiers Tour" (2007–08), turnê de Brad Paisley; Swift abriu todos os shows da turnê em 2007. Durante meados de 2007, Swift entrou como o ato de abertura em diversas datas da "Soul2Soul Tour" (2006-07), turnê conjunta de Tim McGraw e Faith Hill. Swift novamente abriu uma turnê dos Rascal Flatts em 2008, cujo título era "Still Feels Good Tour". Finalmente, entre 2009 e 2010, ela performou seis canções de Taylor Swift em sua própria turnê, a Fearless Tour.

## Lista de faixas
Todas as faixas foram produzidas por Nathan Chapman, exceto onde indicado.
| Taylor Swift — Edição padrão |                              |                                            |                |         |  |
| N.º                          | Título                       | Compositor(es)                             | Produtor(es)   | Duração |  |
| 1.                           | "Tim McGraw"                 | Taylor Swift Liz Rose                      |                | 3:55    |  |
| 2.                           | "Picture to Burn"            | Swift Rose                                 |                | 2:55    |  |
| 3.                           | "Teardrops on My Guitar"     | Swift Rose                                 |                | 3:35    |  |
| 4.                           | "A Place in This World"      | Swift Robert Ellis Orrall Angelo Petraglia |                | 3:22    |  |
| 5.                           | "Cold as You"                | Swift Rose                                 |                | 4:01    |  |
| 6.                           | "The Outside"                | Swift                                      | Orrall Chapman | 3:29    |  |
| 7.                           | "Tied Together with a Smile" | Swift Rose                                 |                | 4:11    |  |
| 8.                           | "Stay Beautiful"             | Swift Rose                                 |                | 3:58    |  |
| 9.                           | "Should've Said No"          | Swift                                      |                | 4:04    |  |
| 10.                          | "Mary's Song (Oh My My My)"  | Swift Rose Brian Dean Maher                |                | 3:35    |  |
| 11.                          | "Our Song"                   | Swift                                      |                | 3:24    |  |
| Duração total:               | Duração total:               | Duração total:                             | Duração total: | 40:28   |  |

| Taylor Swift — Edição do Best Buy (faixa bônus para download) |                |                |                |         |  |
| N.º                                                           | Título         | Compositor(es) | Produtor(es)   | Duração |  |
| 12.                                                           | "I Heart ?"    | Swift          | Orrall         | 3:15    |  |
| Duração total:                                                | Duração total: | Duração total: | Duração total: | 43:43   |  |

| Taylor Swift — Edição deluxe (faixas bônus) |                                                 |                               |                  |         |  |
| N.º                                         | Título                                          | Compositor(es)                | Produtor(es)     | Duração |  |
| 12.                                         | "I'm Only Me When I'm with You"                 | Swift Orrall Petraglia        | Orrall Petraglia | 3:35    |  |
| 13.                                         | "Invisible"                                     | Swift Orrall                  | Orrall           | 3:26    |  |
| 14.                                         | "A Perfectly Good Heart"                        | Swift Brett James Troy Verges | James Verges     | 3:42    |  |
| 15.                                         | "Taylor Swift's 1st Phone Call with Tim McGraw" |                               |                  | 4:44    |  |
| Duração total:                              | Duração total:                                  | Duração total:                | Duração total:   | 55:55   |  |

| Taylor Swift — Relançamento de 2008 |                                       |                |         |  |
| N.º                                 | Título                                | Compositor(es) | Duração |  |
| 15.                                 | "Teardrops on My Guitar" (Versão Pop) | Swift Rose     | 2:58    |  |
| Duração total:                      | Duração total:                        | Duração total: | 54:09   |  |

## Repercussão

### Recepção da crítica
| Críticas profissionais | Críticas profissionais |
| Avaliações da crítica  | Avaliações da crítica  |
| Fonte                  | Avaliação              |
| ---------------------- | ---------------------- |
| About.com              | [ 60 ]                 |
| AllMusic               | [ 61 ]                 |
| Country Standard Time  | Positiva               |
| The Toledo Blade       | Positiva               |
| Sputnikmusic           | 3/5                    |

Taylor Swift foi recebido de forma bastante positiva pela crítica especializada. Jack Lowe, do portal About.com, avaliou o material pontuando-lhe com cinco entre cinco estrelas, e afirmando que Swift havia feito "um trabalhoso fabuloso ao misturar o country moderno com o tradicional", ambos presentes na obra. Ele concluiu a resenha fazendo um trocadilho com o trecho "play it again", contido na letra de "Our Song", sugerindo aos ouvintes que eles colocassem o álbum para "tocar de novo". No mesmo website, Shelly Fabian avaliou a edição deluxe do disco, também pontuando-lhe com cinco entre cinco estrelas e declarando que "mesmo que você possua a versão original, as 'guloseimas' adicionais fazem a compra desta versão do álbum valer a pena também".
Jeff Tamarkin, do AllMusic, deu ao álbum três estrelas e meia entre cinco, e elogiou os vocais de Swift ao longo da obra, que segundo ele são "puros, afeminados, cheios de esperança e ingênuos", afirmando ainda que eles também são "confiantes e maduros". Ele também elogiou a maturidade da intérprete, declarando que em faixas como "The Outside", "Mary's Song (Oh My My My)" e "Tim McGraw", Swift entrega interpretações que soam como as de um profissional experiente da música, apesar de ser uma estreante (na época). Apesar de tudo, Tamarkin criticou o fato do produtor Nathan Chapman ter adicionado "um brilho do qual nem todas as canções precisavam". Rick Bell, do Country Standard Time, também foi favorável ao disco em sua resenha, destacando "The Outside" e "Our Song" como suas melhores composições, segundo ele pelo fato de serem "profundamente pessoais" e interpretadas com "plena convicção".
Ken Rosenbaum, do jornal The Toledo Blade, foi mais um dos críticos que aprovou Taylor Swift. Em sua resenha ele afirmou que era difícil de aceitar o fato de que Swift possuía apenas 16 anos (na época do lançamento), uma vez que a voz da cantora era "ofegante e doce", além de ser um instrumento que soava "extremamente adulto para sua pouca idade". Segundo Rosenbaum, os vocais conduziam as letras e os temas [do álbum] para "o obscuro momento da transição de menina para mulher". Por fim, a comunidade virtual Sputnikmusic avaliou o álbum com três pontos e meio em uma escala de cinco, afirmando que ele possui as canções "mais sinceras e despreocupadas" músicas presentes no catálogo musical de Swift, e concluindo que o álbum possui um claro contraste com os dois discos posteriormente lançados pela artista.

### Desempenho comercial

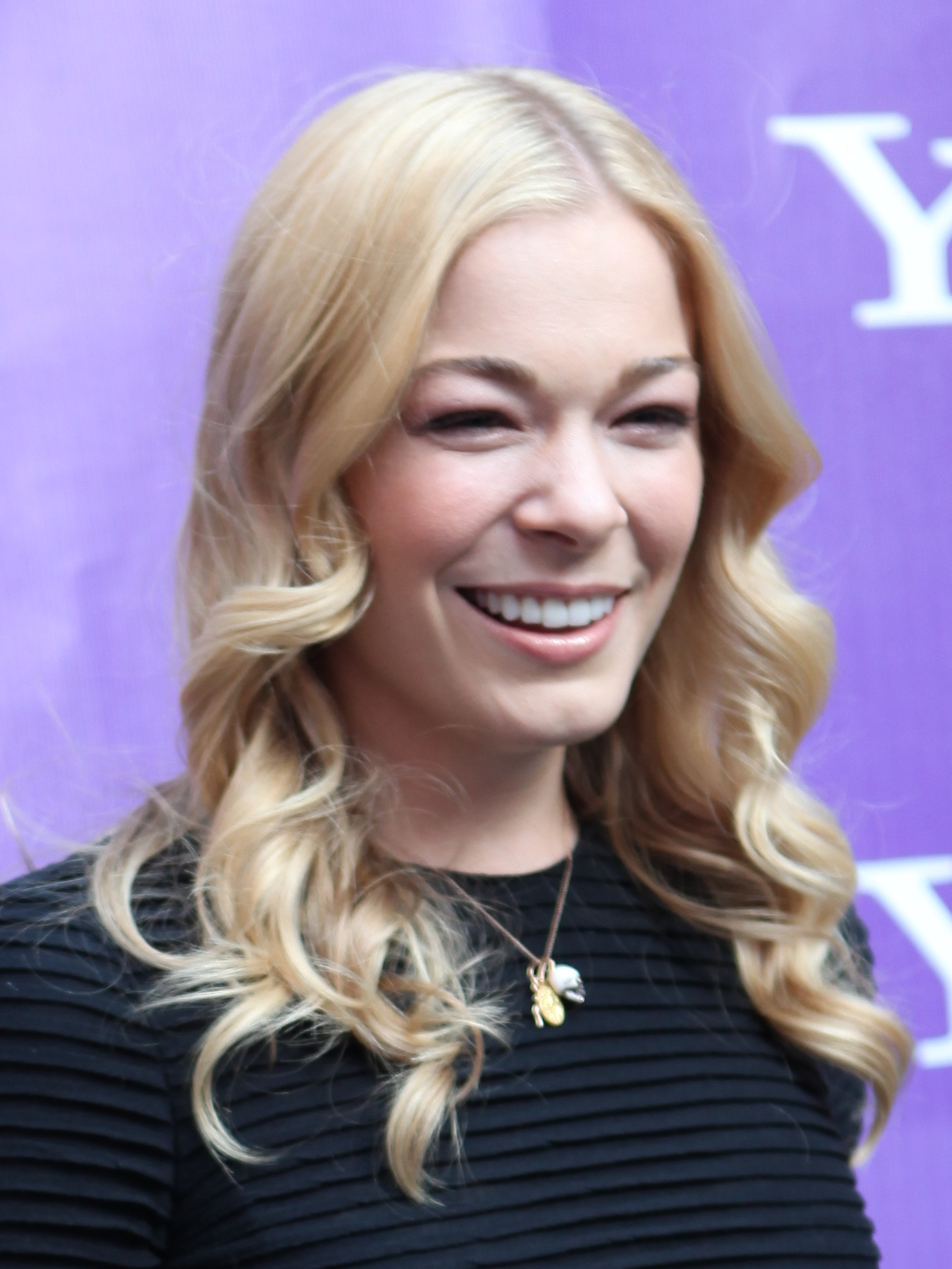
Ao emplacar o EP Beautiful Eyes e Taylor Swift nas duas primeiras posições da Billboard Country Albums, Swift tornou-se a primeira artista desde LeAnn Rimes (foto) a ter dois lançamentos ocupando simultaneamente o top 2 da parada country.

Taylor Swift fez sua primeira aparição nas paradas musicais ao redor do mundo no dia 2 de novembro de 2006, quando ocupou o 19º posto da Billboard 200 graças a venda de 40 mil exemplares registrada em sua primeira semana de comercialização. Mais de um ano depois, o disco registrou um novo pico na lista, chegando ao 8º lugar entre os mais vendidos da semana. No início de 2008, ele atingiu sua posição máxima na parada, o 5º lugar, conquistado graças a venda de 47 mil cópias num período de sete dias. Entre 2006 e 2008, foram vendidos cerca de três milhões de exemplares da obra, que figurou entre os dez álbuns mais vendidos do ano nas listas de 2007-08, ocupando o 9º e 6º lugares, respectivamente.
O álbum também obteve êxito na parada country estadunidense, liderando-a durante 24 semanas não-consecutivas. Em sua 91ª semana no chart, Taylor Swift teve seu último período de liderança interrompido pelo estreante Beautiful Eyes, Extended Play (EP) também lançado por Swift. Com o EP ocupando o topo da lista e o álbum de estreia na vice-liderança, a intérprete se tornou a primeira artista a ocupar os dois primeiros postos da tabela simultaneamente desde LeAnn Rimes, que registrou o recorde ao emplacar Blue e Unchained Melody: The Early Years no top 2 do ranking ao mesmo tempo. Até janeiro de 2013, o disco esteve presente em 272 edições da Billboard 200, sendo esta a mais longa permanência de um lançamento musical registrada na década de 2000. No ranking de álbuns em catálogo atingiu a 3ª posição, estando presente em 109 edições. Até agosto de 2012, haviam sido comercializadas 5 milhões 230 mil unidades do material apenas em território estadunidense, consagrando-o como o segundo álbum mais vendido da cantora no país em toda a sua carreira e recebendo cinco discos de platina da Recording Industry Association of America (RIAA) por vendas superiores a 5 milhões de cópias.
No mercado internacional, Taylor Swift obteve êxito moderado. No Canadá, teve como posição de pico o 14º lugar da Canadian Albums Chart e o 1º lugar da Canadian Country Albums Chart, alcançando a marca de 100 mil cópias vendidas até o primeiro semestre de 2008 e sendo certificado com um disco de platina pela Canadian Recording Industry Association (CRIA) (atual Music Canada). No Reino Unido, atingiu o 81º lugar da UK Albums Chart e vendeu cerca de 60 mil exemplares, suficientes para assegurar-lhe um disco de prata, cuja emissão e entrega foi feita pela British Phonographic Industry (BPI). Na Austrália e Nova Zelândia, chegou ao 33º e 38º lugares da ARIA Albums Chart e RIANZ Albums Chart, respectivamente. No primeiro, também apareceu na parada de álbuns country, tendo como melhor posição na lista o 2º lugar. Até 2012, havia vendido mais de 70 mil unidades no país, suficientes para certificá-lo com um disco de platina, que foi emitido pela Australian Recording Industry Association (ARIA). Na Coreia do Sul, o disco estreou ocupando o 16º lugar da parada internacional da Gaon, sendo esta sua posição de pico. A versão karaokê da obra também apareceu na parada sul-coreana, ocupando o 49º posto.
Mundialmente, as vendagens da obra estão estimadas em mais de 5 milhões 534 mil cópias, fazendo deste o terceiro disco mais vendido da carreira de Swift, atrás apenas de Fearless e Speak Now.